# Sorex alaskanus
Sorex alaskanus là một loài động vật có vú trong họ Chuột chù, bộ Soricomorpha. Loài này được Merriam mô tả năm 1900.

## Hình ảnh

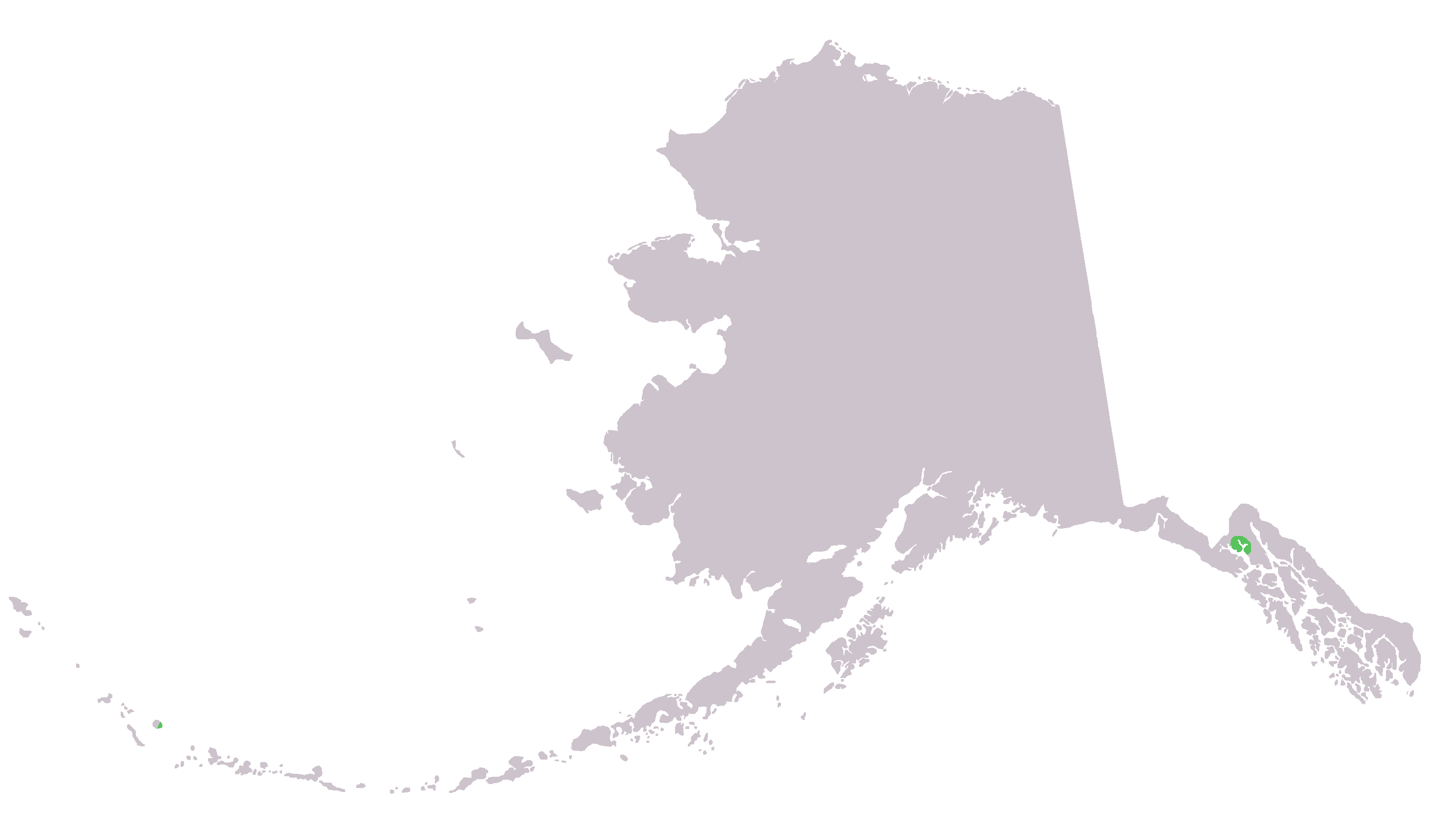